# 성 중립성

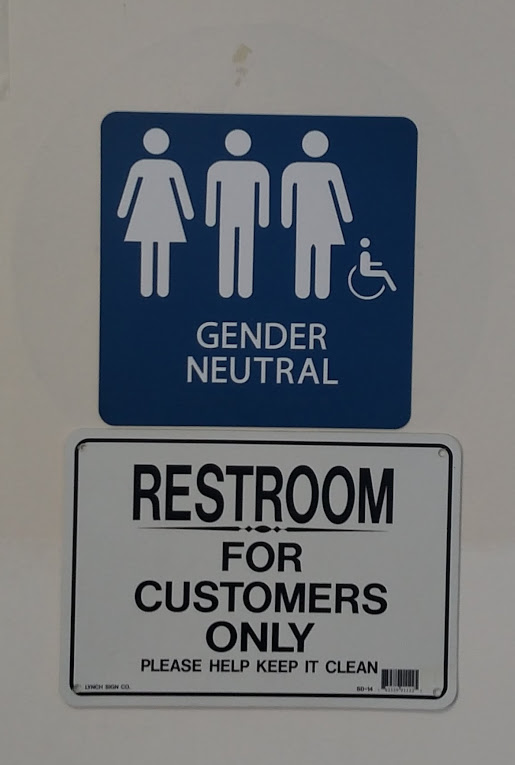

성 중립성(性 中立性, 영어: gender neutrality) 또는 성 중립주의(性 中立主義, 영어: gender-neturalism) 혹은 성 중립성 운동(性 中立性 運動, 영어: gender neutrality movement)은 정책, 언어, 기타 사회제도(사회구조 또는 성 역할)에서 인간의 성(sex) 또는 젠더(gender)에 따른 역할 구별을 피해야 한다는 사상을 말한다. 이는 사회적 역할(social role)들에 있어서 하나의 젠더가 다른 젠더에 비해 더 적합하다는 인상으로부터 비롯하는 차별을 피하기 위한 것이다. 역사상으로 젠더 평등에 있어서의 불균형은, 마케팅, 장난감, 교육, 육아 방식 등을 포함한 사회의 많은 측면들에 있어서 커다란 영향을 미쳐 왔다. 최근 들어 성 중립성을 증진하기 위해 포괄적 언어(inclusive language)를 사용하고 평등을 옹호하는 것에 대한 사회적 강조가 이루어지고 있다.

## 같이 보기
- 양성성
- 젠더 이분법
- 젠더 블라인드
- 성평등
- 범성애
- 정치적 올바름
- 트랜스젠더
- 유니섹스
- 혼성 화장실